# 志佐要一郎
志佐 要一郎（しさ よういちろう、天保12年（1841年） - 明治10年（1877年）7月24日）は幕末の平戸藩士、不平士族。幼名は源太郎、通称は岡右衛門。維新後中山尚之介等と政体改革を謀り、国事犯として捕らえられ、獄死した。

## 生涯

### 平戸藩出仕
安政5年（1858年）1月16日大内蔵組に入り、安政6年（1859年）6月20日家督相続、万延元年（1860年）1月22日名代役、閏3月24日近習となり、文久2年（1862年）1月11日藩主松浦詮の秋の参勤交代へ御供を命じられた。
慶応元年（1865年）11月14日鞍掛馬十郎と筑前国方面へ派遣され、20日土方久元に面会したほか、薩摩藩等の動向を探った。

### 上京
明治6年（1873年）5月平戸藩常平社の奨学金を受けて東京の情勢を伺うため田村成之等と上京し、柳原町二丁目1番地松浦詮邸に滞在した。
明治7年（1874年）1月佐賀の乱を受けて一旦帰郷し、鹿児島県で中山尚之介、五代競太と知り合い、4月帰京した。

### 逮捕
明治8年（1875年）9月江華島事件を受けて征韓論が高まる中、島村安度、河原塚茂太郎、中山尚之介、中沼精蔵、山本克と会し、朝鮮征討の先鋒を称して同志を集め、政府に政体改革を迫ることを話し合った。その後中山尚之介、児玉等から木戸孝允、大久保利通の刺殺計画を聞き、東京に滞在して事変を待ち構えていたところ、明治9年（1876年）2月7日拘引された。5月12日大審院により士族身分剥奪、懲役2年206日が言い渡され、旧暦6月14日佃島監獄で病没した。
明治22年（1889年）12月27日勅令第12号により大赦を受け、内乱に関する罪は消滅した。